# Kehlsteinhaus

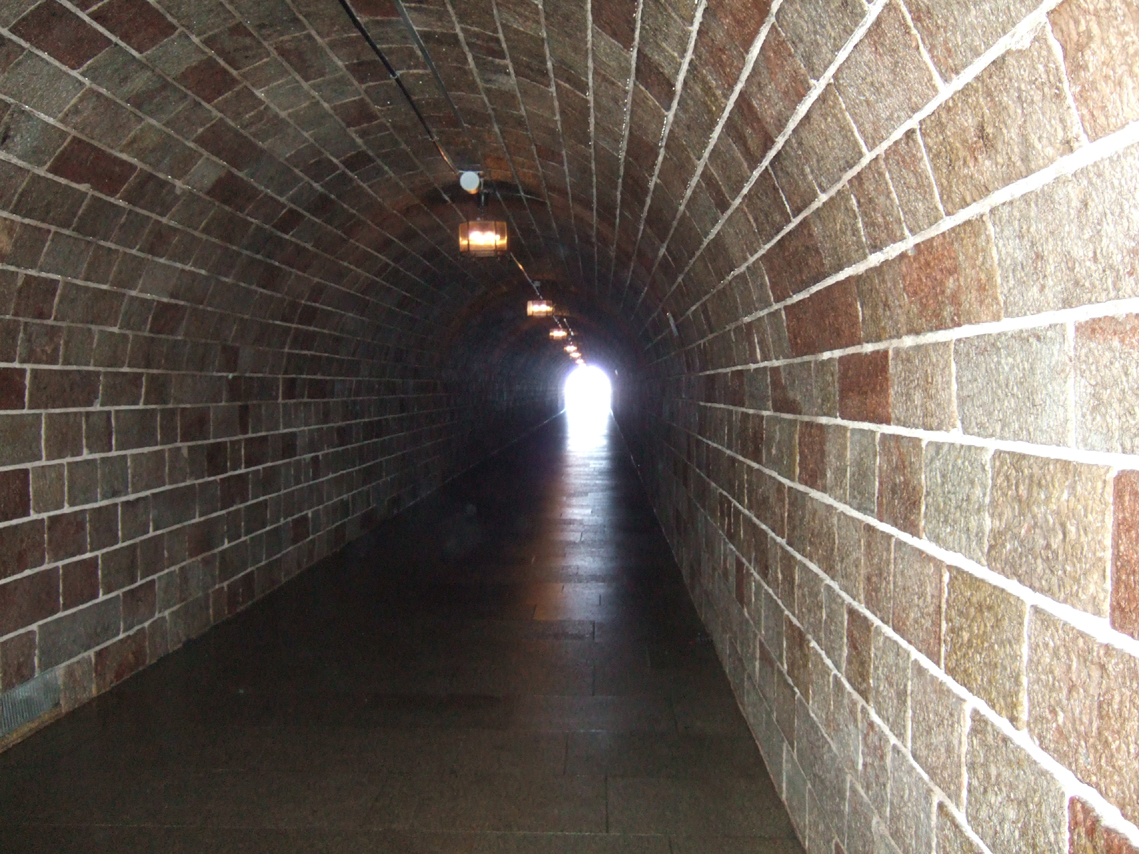
De tunnel naar de lift

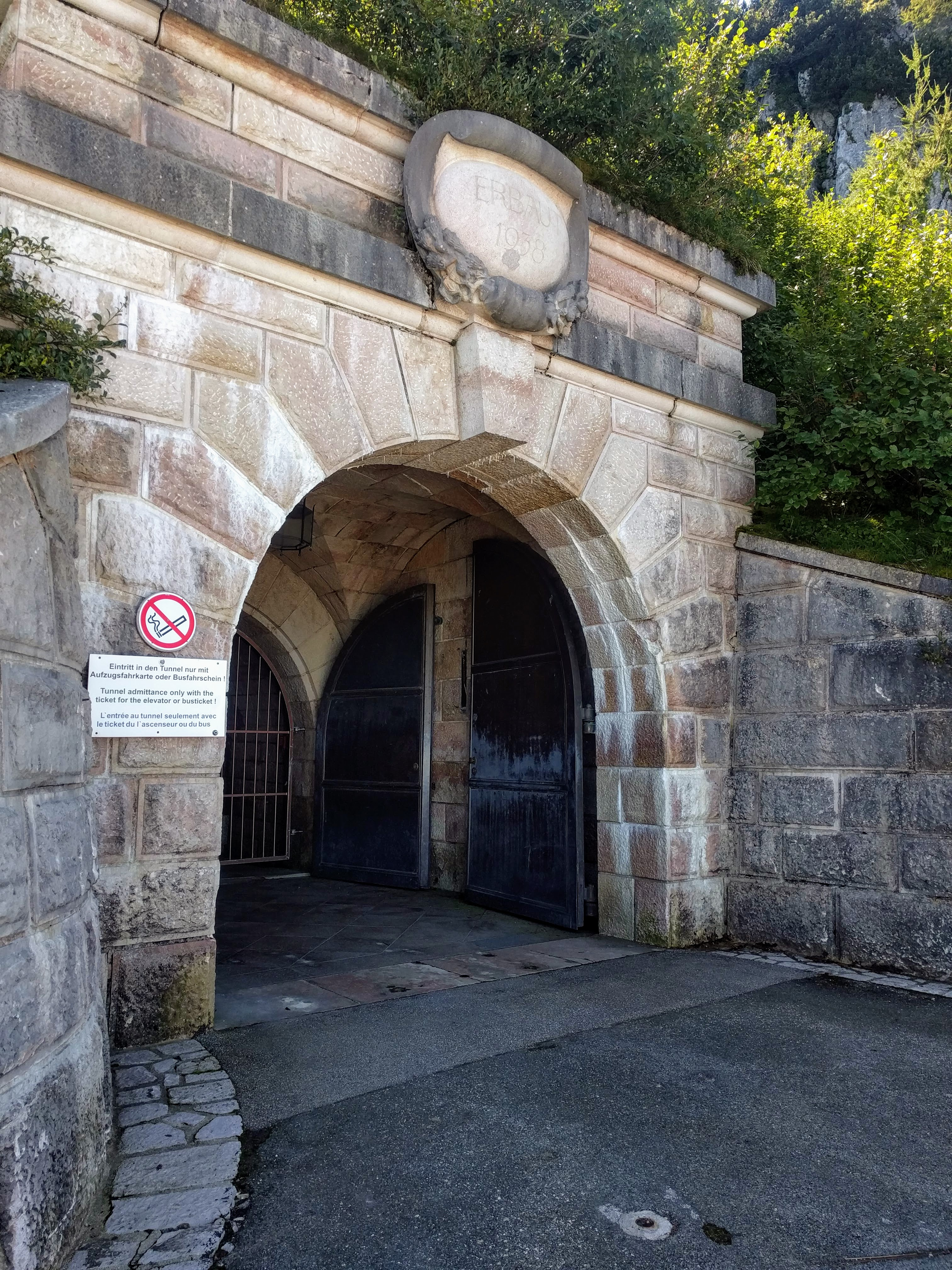
Ingang tunnel Kehlsteinhaus

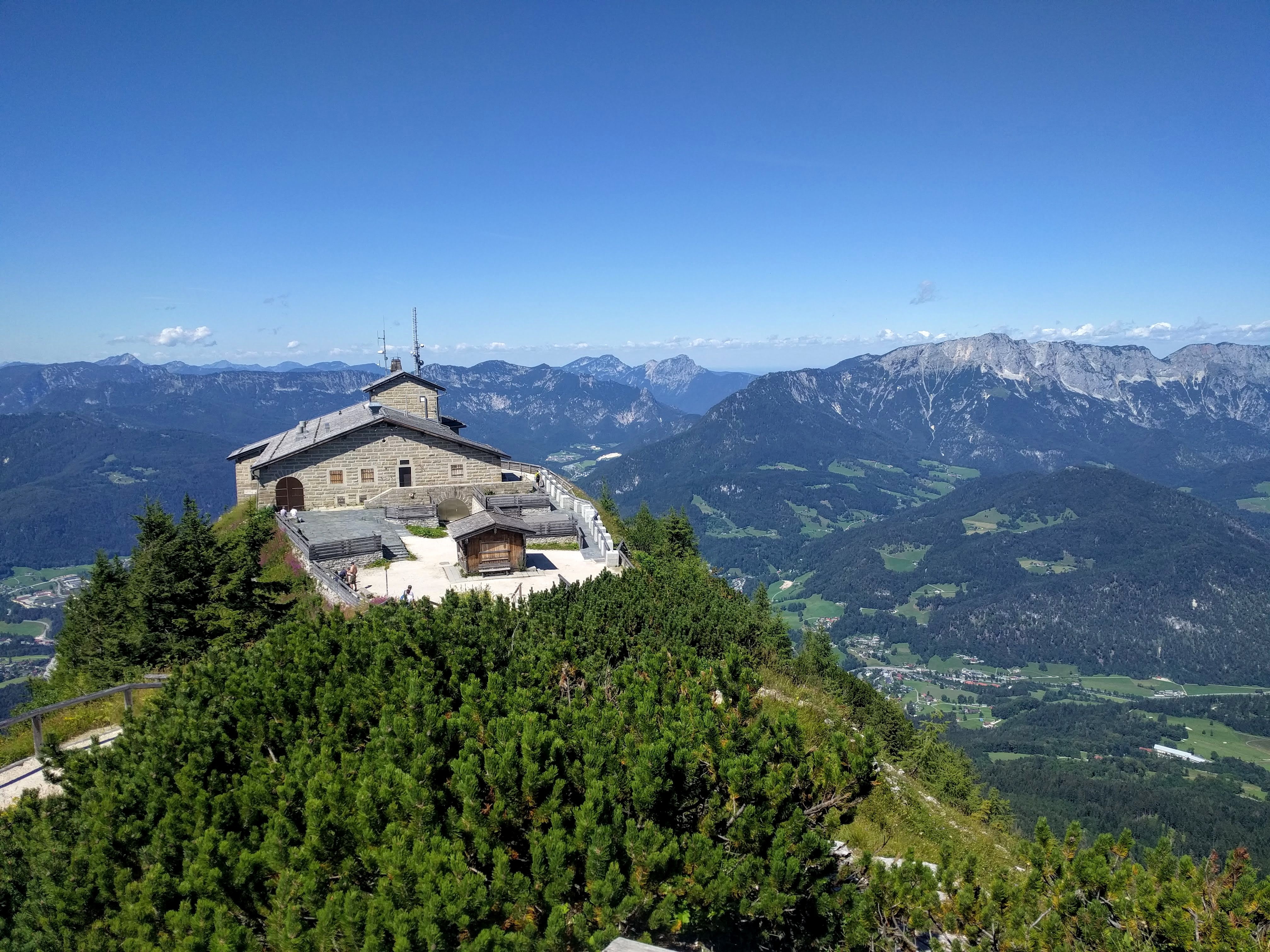
Kehlsteinhaus op een zonnige dag in augustus 2020

Kehlsteinhaus, ook wel genoemd Adelaarsnest, is gebouwd op de top van de Kehlstein, nabij de Obersalzberg bij Berchtesgaden in Zuid-Duitsland. Het werd ontworpen en gebouwd onder regie van Martin Bormann. In tegenstelling tot wat dikwijls wordt aangenomen, was het Kehlsteinhaus geen geschenk van de NSDAP voor de vijftigste verjaardag van Adolf Hitler in 1939.

## Ontstaan
Martin Bormann organiseerde de bouw van een theehuis, het Kehlsteinhaus, op de top van de Kehlstein, op 1834 meter hoogte. In feite was het project door de steile hellingen een waanzinnige onderneming. De nazi's waren er echter voortdurend op uit het Duitse volk te verbazen met hun daden en dus werd ook hier besloten das Unmögliche zu machen. Kosten noch moeite werden gespaard om het project zo snel mogelijk te realiseren. Een kleine 4000 arbeiders werkten dag en nacht aan de toevoerweg, de Kehlsteinstraße en tegelijkertijd aan het huis zelf.

## Voorzieningen
De Kehlsteinstraße is technisch gezien een enorme prestatie, met zijn haarspeldbochten en tunnels. Voor de aanleg van deze weg was dan ook speciaal de bedenker van de Duitse Autobahnen ingehuurd (ir. Fritz Todt). De weg werd aangelegd onder zware omstandigheden, waarbij zeker zes arbeiders het leven verloren. Omdat men met de Kehlsteinstraße niet helemaal de top van Kehlstein kon bereiken, besloot men de weg te laten eindigen op een parkeerplaats en voor het laatste gedeelte een tunnel en een lift te bouwen. Voor deze lift werd een schacht met een hoogte van 124 meter in de berg uitgehouwen. De lift zelf werd voorzien van alle comfort: ventilatie, gestoffeerde banken en spiegels. Dit laatste werd gedaan vanwege de claustrofobie van de Führer. De lift wordt gebruikt door toeristen, die het Kehlsteinhaus en het panorama komen bekijken.

## Gebruik
Het huis heeft vooral dankzij de opnames van Leni Riefenstahl een grote bekendheid gekregen. Hitler zelf bezocht het huis slechts incidenteel, ondanks de nabijheid van zijn zomerhuis Berghof. Niet alleen omdat hij leed aan hoogtevrees en claustrofobie, maar ook omdat hij slecht tegen de ijle lucht kon. Bovendien was hij bang voor aanslagen tijdens de reis met de lift. Wel verbleven zijn maîtresse Eva Braun en haar zuster Gretl met vriendinnen hier regelmatig. Het huwelijk van Gretl Braun met SS-officier Hermann Fegelein werd hier gesloten. Ook een aantal van Hitlers getrouwen bracht regelmatig een bezoek, zoals Albert Speer en Martin Bormann.

## Na de oorlog
In april 1945, vlak voor het einde van de Tweede Wereldoorlog, overleefde het huis het geallieerde bombardement op de Obersalzberg, waarbij wel de huizen van Göring en Bormann werden verwoest, evenals de Berghof, het woonhuis van Hitler. Na de oorlog hadden de Amerikanen, die het beheer van de Obersalzberg hadden overgenomen, plannen het Kehlsteinhaus te slopen. Op aandringen van de regering van Beieren bleef het huis gespaard en werd het uiteindelijk overgedragen aan de deelstaat, onder voorwaarde dat alles wat aan het naziverleden was gerelateerd zou worden uitgewist. In 1997 werd het gehele gebied op de Obersalzberg vrijgegeven. Tegenwoordig is het Kehlsteinhaus een café-restaurant en daarmee een toeristische attractie.
Op de Obersalzberg is een documentatiecentrum ingericht over de geschiedenis van dit gebied.